# Matteo Lamberti
Matteo Lamberti (Brescia, 24 marzo 1999) è un nuotatore italiano.

## Biografia
È figlio dei Giorgio Lamberti e Tanya Vannini e fratello di Michele Lamberti e Noemi Lamberti, tutti nuotatori di caratura internazionale. Il padre è stato campione iridato primatista mondiale nei 200 m stile libero, la madre vinse un bronzo europeo e cinque ori ai Giochi del Mediterraneo.
Studia economia all'Università degli Studi di Brescia.
Ai Giochi mondiali universitari di Chengdu 2023 ha vinto l'oro nei 400 m e 800 m stile libero e l'argento nella staffetta 4x200 metri stile libero.
Ha rappresentato l'Italia ai Giochi olimpici estivi di Parigi 2024, in cui è stato eliminato in batteria nella gara dei 400 m stile libero, classificandosi 20º.

## Palmarès
- Giochi mondiali universitari

Chengdu 2023: oro nei 400m sl e negli 800m sl, argento nella staffetta 4x200m sl